# Cantó de Versalles-Nord-Oest
El cantó de Versalles-Nord-Oest és un antic cantó francès del departament d'Yvelines, que estava situat al districte de Versalles. Comptava amb part del municipi de Versalles.
Va desaparèixer al 2015 i el seu territori es va dividir entre el cantó de Versalles-1 i el cantó de Versalles-2.

## Municipis
- Versalles (part)

## Història
| Data d'elecció                           | Identitat            | Partit                         | Qualitat |
| ---------------------------------------- | -------------------- | ------------------------------ | -------- |
| 1964-1998                                | Paul-Louis Tenaillon | Divers droite, després UDF-CDS |          |
| 1998-2011                                | Bertrand Devys       | UMP                            |          |
| 2011-                                    | Olivier de La Faire  | PCD                            |          |
| les dades anteriors no són pas conegudes |                      |                                |          |
|                                          |                      |                                |          |